# 우독
우독(于毒,？~193년)은 중국 후한 말의 장수로, 흑산적(黑山賊)의 장수이다. 《삼국지연의》에서는 등장하지 않는다.

## 행적
191년, 수고(眭固), 백요(白橈)와 함께 10만 대군을 이끌고 거병하여, 동군태수(東郡太守) 왕굉(王肱)을 격파하였다. 그러나, 원군으로 파견된 조조(曹操)에게 먼저 백요가 격파당했다.
192년, 조조가 돈구(頓丘)로 출진하자, 동무양(東武陽)을 공격, 그러나 오히려 조조가 그의 허를 찔러 근거지를 급습하였다. 패배한 우독은 발길을 돌렸으나, 복병에 당하여 수고와 흉노족의 선우 어부라(於夫羅) 또한 조조군에 격파당하였다.
193년, 위군(魏郡)에 주둔 중이였던 원소(袁紹)의 일부 부대가 반란을 일으키자, 우독은 그들과 연합하여 업(鄴)을 함락시켰으며, 위군태수 율성(栗成)도 살해하였다. 그리고 기주목(冀州牧) 호수(壺壽)와 동맹을 맺었다.
그러나 원소군이 반격을 가하자, 일원이였던 도승(陶升)이 원소에게 내응하였기 때문에, 우독의 군세는 조가(朝歌)의 녹상산(鹿傷山)의 창암곡(創巖谷)으로 몰렸고, 5일 간 항전을 하였으나 패배하였고, 호수와 함께 처형당하였다.